# Bettongia tropica
Bettongia tropica — вид сумчастих ссавців родини Поторові (Potoroidae) ряду Кускусоподібні (Diprotodontia).

## Поширення
Вид зустрічається на північному сході  Австралії у штаті Квінсленд. Відомо три популяції, що знаходяться в межах 80 кв. миль. Населяє відкриті змішані евкаліптові ліси.

## Спосіб життя
Тварина веде одиночний та нічний спосіб життя. Основу раціону складають  плодові тіла грибів. Крім того поїдає коріння трав, бульби, свіжу зелень. Удень тварина відпочиває у гнізді, яке будує у зарослях трави.